# Liste der Bodendenkmale in Hann. Münden
In der Liste der Bodendenkmale in Hann. Münden sind die Bodendenkmale der niedersächsischen Gemeinde Hann. Münden aufgeführt. Die Quelle ist der Denkmalatlas Niedersachsen.
- Bitte beachten Sie, dass diese Liste keinen Anspruch auf Vollständigkeit erhebt.
- Die Angaben ersetzen nicht die rechtsverbindliche Auskunft der zuständigen Denkmalschutzbehörde.
- Es sind nur Daten aus dem Denkmalatlas verarbeitet.
- Der Stand der Liste ist der 7. März 2025.

Hann. Münden im Landkreis Göttingen

## Allgemein
In den Spalten finden sich folgende Informationen des Bodendenkmales:
| Lage         | geographische Koordinaten                                                           |
| Bezeichnung  | Bezeichnung lt. Denkmalatlas                                                        |
| Beschreibung | Beschreibung lt. Denkmalatlas                                                       |
| ID           | Objekt-ID                                                                           |
| Bild         | Bild, ggf. zusätzlich mit Link zu weiteren Fotos im Medienarchiv Wikimedia Commons. |

## Bonaforth
| Lage                        | Bezeichnung           | Beschreibung | ID       | Bild |
| --------------------------- | --------------------- | --- | -------- | ---- |
| 51° 23′ 35″ N, 9° 37′ 39″ O | Bonaforth 1, Steinmal | Steinerner Stuhl. Sitzförmig gebildeter Sandstein, in H. von ca. 1,2 m. Verschleppt? Derartige Steinstühle sollen eine Rolle bei der Rechtsprache gespielt haben; mittelalterlich? | 28981954 |      |

## Gimte
| Lage                        | Bezeichnung                     | Beschreibung | ID       | Bild |
| --------------------------- | ------------------------------- | --- | -------- | ---- |
| 51° 26′ 59″ N, 9° 38′ 28″ O | Gimte 4, Kloster Hilwartshausen | Das Kloster Hilwartshausen war ein Reichsstift. 1610 erfolgte die endgültige Reformierung. Von den mittelalterlichen Klostergebäuden ist nur ein Wirtschaftsgebäude mit Treppengiebeln erhalten. | 28949423 |      |

## Hedemünden
| Lage                        | Bezeichnung                         | Beschreibung | ID       | Bild           |
| --------------------------- | ----------------------------------- | --- | -------- | -------------- |
| 51° 23′ 36″ N, 9° 45′ 5″ O  | Hedemünden 2, Grabhügel             | Durchmesser ca. 30 – 40 m und Höhe ca. 3 – 4 m. Erhaltenes Exemplar der beiden Haaghügel. Oberflächenfunde deuten auf latènezeitliche Nachbestattungen, dürfte im Ursprung beträchtlich älter sein. Ebenmäßig, hoch gewölbt, aus Erde aufgeworfen. Fast ein Drittel im SO durch mehrere Straßenbauarbeiten beseitigt. Der Anschnitt liegt frei, ist aber bepflanzt. | 28981955 | BW             |
| 51° 23′ 43″ N, 9° 44′ 22″ O | Hedemünden 5, Römerlager Hedemünden | Die obertägig sichtbare, mehrteilige Anlage lässt sich in zwei Lager unterschiedlicher Form und Größe unterteilen, denen vermutlich weitere Lagerbereiche angegliedert werden können. Lager I, eine gut erhaltene Befestigungsanlage mit Wall und außenliegendem Graben, die einen länglich ovalen Grundriss aufweist. Die NNO-SSW orientierte Befestigung besitzt eine max. Breite von ca. 150 m. Die Innenfläche umfasst etwa 3,22 ha. Jeweils mittig in der Süd-, Ost- sowie Westflanke Tore.            | 28926879 | Weitere Bilder |
| 51° 23′ 23″ N, 9° 46′ 0″ O  | Hedemünden 177, Stadtbefestigung    | Zwei parallele, W-O laufende stark verschliffene Wälle im nördlichen Teil des Pfarrgartens. In der Mitte von einem Weg auf einer Breite von drei Metern gestört. Die beiden Wälle sind jeweils 10 m breit, die erhaltene Höhe beträgt max. 1 m. Die Wälle sind offenbar die letzten Reste der früh- und hochmittelalterlichen Stadtbefestigung von Hedemünden und wurden so erstmals von Heinrich Hampe in seinem Buch "Hedemünden, aus der Geschichte einer kleinen Ackerbürgerstadt" (1992) angesprochen. | 45817985 | BW             |

## Hemeln
| Lage                        | Bezeichnung          | Beschreibung | ID       | Bild           |
| --------------------------- | -------------------- | --- | -------- | -------------- |
| 51° 30′ 50″ N, 9° 36′ 26″ O | Hemeln 1, Hünenburg  | In Spornlage, stellenweise sichtbar werdend durch einen Wall, teilweise mit vorgelagertem Graben, der eine Fläche von ca. 200 × 450 m umgibt. Das nach O offene Gelände wurde durch einen starken Wallgraben ca. 130 m lang. und Höhe tw. über 2 m abgesichert. Auf dem Kamm direkt über der südl. Steilkante ein breiter, flacher Wall. Im O, wo der Kamm weniger ausgeprägt ist, zusätzlich ein schwacher Wall auf der Steilkante. Außerdem im W und NW noch ein Wall bzw. Wallreste vorhanden. Befestigung im Osten gut erhalten, auf den anderen Seiten stark verschliffen.                 | 28926885 |                |
| 51° 31′ 8″ N, 9° 36′ 16″ O  | Hemeln 2, Bramburg   | Bramburg mit Vorburg, Ausdehnung ca. 30 × 80 m. Burggelände im O und W vornehmlich natürlich geschützt; die südliche Seite wird durch einen tiefen Trockengraben gesichert, während im N die Vorburg vorgelagert ist. Der südliche Abschnittsgraben läuft am westlichen Fuß der Kuppe nach Norden geländebedingt flach aus, ebenso an der südöstlichen Ecke. Ein Brunnen wird im südöstlichen Bereich vermutet. Auf der Hauptburg, besonders im nördlichen Bereich, Dachziegelreste freiliegend. Vor allem der mächtige Bergfried ist erhalten, daneben auch Reste der südöstlichen Außenmauer. | 28982048 | Weitere Bilder |
| 51° 29′ 9″ N, 9° 37′ 56″ O  | Hemeln 3, Grabhügel  | Durchmesser ca. 8 m und Höhe ca. 0,25 m. Rund, deutlich gewölbt aus kantigen Sandsteinblöcken unterschiedlicher Größe aufgebaut. Laut Ausgräber Grabhügel der älteren Bronzezeit; für eine solche Datierung gibt es jedoch (noch) keine klaren Anhaltspunkte. | 28982049 | BW             |
| 51° 29′ 7″ N, 9° 37′ 59″ O  | Hemeln 4, Grabhügel  | Durchmesser ca. 9 m und Höhe ca. 0,6 m. Rund, deutlich gewölbt aus kantigen Sandsteinblöcken unterschiedlicher Größe. Rand deutlich abgesetzt, ohne das von einem Steinkranz die Rede sein kann. Leichte Störungen in Form von vier N-S verlaufenden Furchen über die ganze Oberfläche. | 28982050 | BW             |
| 51° 29′ 8″ N, 9° 38′ 3″ O   | Hemeln 5, Grabhügel  | Durchmesser ca. 7 m und Höhe ca. 0,5 m. Unförmig, flach aus unterschiedlich großen, kantigen Sandsteinblöcken. Setzt sich noch einigermaßen deutlich von seiner Umgebung ab. Stark gestört in fast allen Bereichen; nur die Mitte dürfte gut erhalten sein. | 28982051 | BW             |
| 51° 30′ 59″ N, 9° 35′ 35″ O | Hemeln 7, Kreuzstein | Scheibenkreuzstein aus Sandstein. Maße 0,71 × 0,79 × 0,19 m. Sandstein gut erhalten. Malteserkreuze auf der Rückseite verwaschen und leicht beschädigt. | 28982053 | BW             |
| 51° 31′ 29″ N, 9° 36′ 54″ O | Hemeln 9, Glashütte  | Abraumhalde einer Glashütte; über eine Fläche von ca. 30 × 40 m ein Hügelsystem, dass sich bis 1 m hoch von den umringenden Wiesen absetzt. Laut Fundmelder 17. – 18. Jh. | 28982054 | BW             |
| 51° 32′ 29″ N, 9° 40′ 49″ O | Hemeln 10, Hohlweg   | Hohlwegbündel mit bis zu 4 Wegespuren auf einer Gesamt-Br. von 25 m. Ausgeprägte Hauptspur, im südl. Bereich bis 1 m T., Sohlen-Br. bis 1,5 m und obere Br. bis 3,5 m. Überwiegend muldenförmiges Querprofil. Hohlwege laufen in N-S-Richtung; ca. 450 m Gesamt-L. Im O werden die Hohlwege durch einen Waldweg zur Gmkg. Güntersen hin geteilt. Durch zwei Waldpfade in O-W-Richtung unterbrochen. Nach N laufen die Hohlwege aus. Schon 1570 vorhanden. | 28904176 | BW             |

## Lippoldshausen
| Lage                        | Bezeichnung                    | Beschreibung | ID       | Bild |
| --------------------------- | ------------------------------ | --- | -------- | ---- |
| 51° 24′ 49″ N, 9° 42′ 55″ O | Lippoldshausen 2, Lippoldsburg | Die Burg hat die Gestalt eines annähernd gleichseitigen Dreiecks mit stark abgerundeten Ecken und einer Seitenlänge zwischen 80 und 90 m. Die O-Seite des Dreiecks wird von einem Wall gebildet, der quer über den Höhenrücken hinwegläuft. An den Enden dieser Dreiecksseite biegt der Wall jeweils um und folgt dann ungefähr den Höhenlinien. Die W-Spitze des Walldreiecks ist durch einen Steinbruch zerstört. Der O-Wall scheint einen vorgelagerten Graben besessen zu haben, der an den beiden anderen Abschnitten fehlt und wohl auch nicht notwendig war, weil die Hänge sehr steil sind. | 28947593 |      |

## Mielenhausen
| Lage                       | Bezeichnung          | Beschreibung | ID       | Bild |
| -------------------------- | -------------------- | --- | -------- | ---- |
| 51° 27′ 28″ N, 9° 41′ 2″ O | Mielenhausen 1, Wall | Bauliche Reste bestehen aus einem unregelmäßigen Grabensystem von maximal 56 × 79 m Ausdehnung, das durch einen Quergraben in der Anlage unterteilt wird. Grabentiefe schwankend von 0,5 – 1,2 m. Sohlenbreite im Schnitt 1,0 – 1,5 m, Grabenbreite an der Erdoberfläche 6,5 – 7,5 m. In der Nordwestecke eine Bodenerhebung, daneben ein Quellbrunnen. Das fast rechteckige Grabensystem besitzt einen stärkeren Außenwall, insbesondere an der östlichen Seite und einen weniger starken Innenwall. Ostpartie des Grabens ist zangenförmig geöffnet, sodass hier ein Zugang zu vermuten ist. Beim Graben dürfte es sich um einen Trockengraben handeln. In der Nordwestecke erhöhter Innenwall; in der Südwestecke ist das Gelände zum Graben hin erhöht. Ob der an den südlichen Graben anschließende Quergraben gleichzeitig angelegt wurde, ist zweifelhaft. Maße max. 55 × 65 m. | 28982055 | BW   |

## Münden
| Lage                        | Bezeichnung                       | Beschreibung | ID       | Bild           |
| --------------------------- | --------------------------------- | --- | -------- | -------------- |
| 51° 26′ 19″ N, 9° 40′ 4″ O  | Münden 1, Siedlung                | Ausdehnung des Siedlungsgeländes ca. 60 × 120 m. Die verbliebene Fläche ist schwach gestört von Fahrspuren und einer tiefen Pinge. Vermutlich Wohngrube des Mesolithikums. | 28982056 | BW             |
| 51° 26′ 3″ N, 9° 40′ 52″ O  | Münden 8, Grabhügel               | Durchmesser ca. 10 m und Höhe ca. 0,4 m. Rund bis leicht unförmig, flach gewölbt mit stark auslaufendem Rand. Viele plattige Sandsteine sowie weniger Kieselsandsteinbrocken sichtbar. Störung am östlichen Rand, Fahrspuren am östlichen und südlichen Fuß. | 28982065 | BW             |
| 51° 26′ 3″ N, 9° 40′ 49″ O  | Münden 9, Grabhügel               | Durchmesser ca. 12 m und Höhe ca. 0,8 m. Wahrscheinlich im Ursprung rund mit auslaufendem Randbereic. Durch Störung Aufbau sichtbar: Im schwach lehmigen Sand sind Sandbruchsteine sowie Kieselsandsteinbrocken in Faust- bis über Kopfgröße zu erkennen. Im SW dürfte Teil des Hügelkörpers noch ungestört vorhanden sein. Sehr schwer gestört und z.T. abgetragen. | 28982066 | BW             |
| 51° 24′ 54″ N, 9° 39′ 8″ O  | Münden 12, Steinkreuz             | Steinkreuz in Form eines lateinischen Kreuzes; Sandstein. Auf der Oberfläche fünf kleine eingetiefte Kreuze. Maße 1,35 × 0,72 × 0,20 m. Vollkommen unbeschädigt. Der ursprüngliche Standort war im Kreuzhof „bi den Krüzen“, am Abzweig der Straße nach Gimte. Dann stand es bis 1960 am alten Pestfriedhof, dem Blümer Totenhof. Durch den Bahnbau gefährdet, wurde es vor die St. Ägidii-Kirche versetzt. Möglicherweise identisch mit dem in einer Sühneurkunde von 1451 erwähnten Steinkreuz. | 28982070 | BW             |
| 51° 23′ 20″ N, 9° 37′ 44″ O | Münden 13, Mordsteine             | Zwei dicht beieinander stehende, gleichartige Sandsteinplatten mit abgerundeten Oberkanten. Maße jeweils 0,90 × 0,51 × 0,17 m. Beide zeigen auf einer Straße ein aus dem Fuß wachsendes Kleeblattkreuz, dessen Schaft von einem Dolch mit S-förmiger Parierstange durchstoßen ist. Im abgerundeten Oberteil ein Wappen im Relief mit Hausmarke oder Berufszeichen, flankiert von der Jahreszahl 1618. Die beiden Kreuzsteine sind zur Erinnerung an zwei Mündener Bürger gesetzt worden, die bei einem Raubmord, der sich am 04.10.1614 ereignet hat, ums Leben gekommen sind. Die Inschriften zeugen von diesem Ereignis. Die Steine stammen aus derselben Mündener Steinmetzwerkstatt. | 28982072 | BW             |
| 51° 24′ 0″ N, 9° 38′ 39″ O  | Münden 18, Steinmal               | Steinerner Stuhl. Sitzförmig bearbeiteter Sandstein, H. 1,2 m; Br. 0,5 m. Gerichtsfunktion ?; mittelalterlich ? | 28982171 | BW             |
| 51° 26′ 12″ N, 9° 41′ 22″ O | Münden 19, Landwehr               | Landwehr als Graben, durch 2 Wälle (Auswurf) flankiert: Hohlwegspuren, teilweise sehr tief eingeschnitten und gestaffelt am Hang verlaufend. Erhaltungszustand extrem gut. - Teilstück ID: 28991287 - Teilstück ID: 38041014 | 28914883 | BW             |
| 51° 25′ 29″ N, 9° 39′ 4″ O  | Münden 21, Franzosenschanze       | Vieleckschanze im Zuge eines (Wall)grabens, der die Nase des Questenberges abriegelt. Das nach N vorgeschobene Polygonalwerk im W und N mit einfachem Graben (muldenartig, Br. bis 14 m, T. 0,8 m), im O mit zusätzlichem Wall an der Innenseite (Höhenunterschied Wall-Graben ca. 2,5 m, Gesamtbr. 14 m), im S durch einen kaum wahrnehmbaren Wall geschlossen. Totaler Dm. der Anlage rund 80 m. | 28914900 | Weitere Bilder |
| 51° 25′ 49″ N, 9° 39′ 36″ O | Münden 47, Grabhügel              | Größe ca. 5 × 4 m und Höhe ca. 0,5 m. SO-Bereich erhalten und flach gewölbt. Am NW Kopfende flach auslaufend, sonst schwach abgesetzt. Packung aus faust- bis kopfgroßen Sandsteinen, meist plattig. Im NW-Teil geländebedingt verstürzte Steinpackung zu beobachten. Zentralbereich wird durch Auskuhlung stark gestört. Am Westrand Sandsteinbrocken verstreut. Gesamteindruck stark gestört. | 28982175 | BW             |
| 51° 23′ 13″ N, 9° 34′ 35″ O | Münden 61, Grabhügel              | Durchmesser ca. 10 m und Höhe ca. 0,6 m. Rund. An Oberfläche sowie am SSW-Rand vereinzelt Sandsteinblöcke von über Kopfgröße und -platten; zum überwiegenden Teil wohl aus Erdmaterial aufgebaut. Im SW Bereich geländebedingt steil abfallender Rand. Übrige Bereiche auslaufend. Flach gewölbte Kuppe. Ankuhlungen im östlichen und westlichen Randbereich. | 28982176 | BW             |
| 51° 23′ 21″ N, 9° 35′ 16″ O | Münden 63, Grabhügel              | Durchmesser ca. 11 m und Höhe ca. 0,8 m. Ebenmäßig deutlich und hoch gewölbte Kuppe. Im SO Bereich etwas stärker auslaufend, sonst gut abgesetzt. Frei von Störungen. | 28982169 | BW             |
| 51° 23′ 45″ N, 9° 39′ 48″ O | Münden 64, Landwehr               | Einfacher Wall aus Erde und Sandsteinschotter mit nach S (fast immer hangaufwärts) vorgelagertem Graben. Gesamtbreite 4 – 6 m; Höhenunterschied Wallkrone-Grabensohle 0,4 – 1,2 m. Streckenweise als spitzer Wall mit spitzem Graben erkennbar, sonst flacher Wall mit muldenartigem Graben. Gesamtlänge ca. 2,1 km. Laut Fundmelder schon im 15. Jh. Stadtgrenze von Münden, im 16. Jh. urkundlich erwähnt. - Teilstück ID: 35514609 - Teilstück ID: 35514624 | 28982179 | BW             |
| 51° 25′ 38″ N, 9° 40′ 20″ O | Münden 67, Grabhügel              | Größe ca. 12 × 10 m und Höhe ca. 0,9 m. Fast rund. Am N-, O- und W-Rand schwach abgesetzt und von flacher grabenähnlichen Rinne umgeben. Südöstliches Kopfende flach auslaufend. Am SO Kopfende flache Ankuhlung und starke Eiche. | 28982180 | BW             |
| 51° 25′ 21″ N, 9° 38′ 36″ O | Münden 85, Kapelle St. Laurentius | Ruine einer Kapelle. Erhalten sind Grundmauern bis max. 3 m Höhe. Sie markiert die Lage des vorstädtischen, bereits frühmittelalterlich (um 800) genannten Siedlungskerns Gimundin ("Altmünden"), der im Spätmittelalter völlig wüst gefallen ist. Das Gebäude zeigt zwei Bauphasen: zuerst bestand ein massiver einräumiger Bau von ca. 9 × 11 m Außenmaßen, O-W ausgerichtet, mit Mauerstärken von rund 1,4 – 1,5 m; ob dieser einen östl. anschließenden Chor besessen hat, bleibt zu klären. In gotischer Zeit ist an diesen Erstbau ein geringfügig schmalerer Rechteckchor angebaut worden, mit Außenmaßen von ca. 9 × 7,5 m und Mauerstärken von rund 1 m. Exakt in der Mitte des älteren Raumes, der aufgrund seiner Chorabtrennung durch die Fundamentwangen eines Schwibbogens und einer Steinplattenstufe als Laienraum anzusehen ist, fand sich ein mittelalterliches Körpergrab. | 28949427 | Weitere Bilder |

### Münden 3
- ID:28982064
- Grabhügelfeld. Rund, meist stark gewölbt, aus schwach lehmigem Sand aufgebaut unter Mitbenutzung von Sandbruchsteinen. Augenscheinlich bewegt sich dieser Sandsteinanteil zwischen gering und beträchtlich. Leicht bis stark gestört.

| Lage                       | Bezeichnung | Beschreibung | ID       | Bild |
| -------------------------- | ----------- | --- | -------- | ---- |
| 51° 26′ 8″ N, 9° 41′ 16″ O | Münden 3    | Durchmesser ca. 13 m und Höhe ca. 0,6 m. Rund, gleichmäßig flach, aber deutlich gewölbt. Steine spürbar. Randbereiche auslaufend. Fahrspuren im SO sichtbar. | 28982058 | BW   |
| 51° 26′ 8″ N, 9° 41′ 14″ O | Münden 4    | Größe ca. 17 × 14 m und Höhe ca. 0,6 m. Annähernd rund, stark gewölbt, auslaufende Randbereiche. Im Gipfelbereich einige Sandbruchsteine sowie Kieselsandsteinbrocken. Gipfelstörungen und Randstörungen im SO. | 28982059 | BW   |
| 51° 26′ 4″ N, 9° 41′ 16″ O | Münden 5    | Durchmesser ca. 16 m und Höhe ca. 0,9 m. Rund, hoch gewölbt, Randbereiche einigermaßen deutlich abgesetzt. Im Gipfelbereich viele Sandbruchsteine sichtbar, die von einer früheren Störung herrühren könnten; sonst einige Steine herausragend. Ziemlich gestörter Eindruck, vor allem durch eine starke Gipfelmulde. Tiefe Fahrspuren beim nördlichen Fuß.                                                              | 28982060 | BW   |
| 51° 26′ 5″ N, 9° 41′ 13″ O | Münden 6    | Durchmesser ca. 17 m und Höhe ca. 1,4 m. Regelmäßig hoch gewölbt, rund mit abgesetztem Rand. Gipfel ebenfalls gleichmäßig gewölbt. An einer Raubgrabung wurde der Aufbau aus schwach lehmigem Sand mit Steineinbau (?) kenntlich. Einige wenige Sandsteine ragen sonst aus dem Hügelkörper heraus. Mittig gestört durch ein scharf abgestochenes rundes Loch von ca. 1 m Dm. und 1 m T. Wohl Übergang Bronze-/Eisenzeit. | 28982061 | BW   |
| 51° 26′ 6″ N, 9° 41′ 16″ O | Münden 7    | Durchmesser ca. 14 m und Höhe ca. 0,55 m. Stark gewölbt, rund. Plattiger Kieselsandstein freiliegend. Im Anschnitt keine Steine sichtbar. Randbereiche, besonders im W, auslaufend. Im NO zu 1/3 durch ausgebauten Waldweg abgetragen. Südöstlich flache Senke im Gelände. | 28982062 | BW   |

## Oberode
| Lage                        | Bezeichnung            | Beschreibung | ID       | Bild           |
| --------------------------- | ---------------------- | --- | -------- | -------------- |
| 51° 22′ 47″ N, 9° 42′ 45″ O | Oberode 1, Kring       | Leicht ovale Wallanlage mit außenliegenden Graben. Dm. NW-SO 110 m, NO-SW 70 m. Der Außengraben ist nur flach, der Höhenunterschied Grabensohle-Wallkrone aber beträchtlich (bis ca. 3 m); die H. der zur Innenseite gekehrten Wallböschung ist wiederum gering. Die Innenfläche folgt in großen Zügen dem natürlichen Relief. Zwei Suchschnitte quer zueinander über die ganze Anlage sowie ein größerer Suchschnitt im SO stammen von der Untersuchung 1892. Wall stellenweise unterbrochen. Im NW ist ein kleiner Teil des Grabens von einem Waldweg angeschnitten. Durch die Untersuchungen seit Ende 2007 wurde die Wallanlage eindeutig als römisches Marschlager aus dem Beginn der Okkupationszeit identifiziert. | 28927612 | Weitere Bilder |
| 51° 23′ 35″ N, 9° 43′ 27″ O | Oberode 2, Spiegelburg | Wall/Grabenanlage mit 2, vielleicht sogar 3 ineinandergreifenden Grabensystemen im rechtwinkligen Verlauf; die nordwestliche Seite liegt offen. Flächenmäßige Ausdehnung 40 × 50 m. Beide Gräben zeigen streckenweise flankierende Wälle; das innenliegende System mit kleinerem Außenwall und geringerer Grabentiefe, das außenliegende System mit tiefem, breitem Graben und starkem, nach SO vorgelagertem Wall sowie Innenwall. Letzteres scheint sich in seinem Verlauf und in der Grabentiefe am innenliegenden Graben zu orientieren. In der nordwestlichen Ecke des Innenareals ein ca. 10 × 10 m großes Podest mit Steinsetzungen am südlichen und östlichen Rand. Etwa 60 m südwestlich vorgelagert ein flacher Erdwall, möglicherweise mit Rest eines Grabens an der westlichen Seite, der quer über den Höhenrücken hinwegzieht (Br. ca. 4 m, H. bis 1 m); nur im nördlichen Bereich deutlich ausgeprägt. | 28982307 |                |
| 51° 23′ 22″ N, 9° 42′ 24″ O | Oberode 18, Glashütte  | Große, kuppenartige Erhebung, Dm. ca. 7 m, H. ca. 1 m, in der Mitte angekesselt. W in geringer Entfernung schließen sich 3 weitere Erhebungen an und bilden einen nach O offenen Halbkreis. Dm. ca. 15 m. Vermutlich Arbeits- und Kühlöfen. NW der Fundstelle ist in Richtung auf den Bach an einer Terrassenkante ein weiteres Objekt sichtbar. Gut erhaltene Befunde einer Glashütte in typischer Lage. Wohl um 1600. | 28986652 | BW             |
| 51° 23′ 6″ N, 9° 43′ 33″ O  | Oberode 21, Glashütte  | Auf einer Fläche von ca. 5 × 8 m Ofenreste, im weiteren Umkreis von ca. 20 m typische Glashüttenreste. Erhalten ist ein flacher Hügel von ca. 8 m Dm. und 0,4 m H. Frühe Neuzeit, wohl 16./17. Jh. | 28986653 | BW             |
| 51° 21′ 58″ N, 9° 42′ 21″ O | Oberode 54, Steinmal   | Grauer Sandstein. H. 0,65 m, Br. 0,4 m, D. 0,25 m. Eingemeißelt: Südseite B, Nordseite H v 8. Erläuterungstafel: Grenzstein von 1597. B: von Buttlar, H v 8: Hessen und Braunschweig, Gemenge. | 35456206 | BW             |